# Nothobranchiidae
Nothobranchiidae – rodzina ryb karpieńcokształtnych (Cyprinodontiformes) wyłoniona ze szczupieńczykowatych (Aplocheilidae). Rodzajem typowym rodziny jest Nothobranchius.

## Występowanie
Wody słodkie, rzadko słonawe, kontynentu afrykańskiego – na południe od Sahary po Afrykę Południową.

## Klasyfikacja
Rodzaje zaliczane do tej rodziny:
Aphyosemion — Archiaphyosemion  — Callopanchax — Epiplatys — Episemion — Fenerbahce — Foerschichthys — Fundulopanchax — Kathetys  — Mesoaphyosemion  — Nimbapanchax — Nothobranchius — Raddaella  — Scriptaphyosemion